# Petra Wagner (Politikerin)
Petra Wagner (* 16. August 1968 in Güssing, Burgenland) ist eine österreichische Politikerin der Freiheitlichen Partei Österreichs (FPÖ). Vom 9. November 2017 bis zum 22. Oktober 2019 war sie Abgeordnete zum Nationalrat.

## Leben
Petra Wagner besuchte nach der Volks- und Hauptschule in Jennersdorf von 1982 bis 1985 die gewerbliche, technische und kunstgewerbliche mittlere Schule in Graz. Ab 1986 machte sie eine Ausbildung an der Schule für Gesundheits- und Krankenpflege in Oberwart, diese schloss sie 1989 mit Diplom ab. Anschließend war sie als Diplomierte Gesundheits- und Krankenschwester (DGKP) am Krankenhaus Oberwart und am Rosalienhof Bad Tatzmannsdorf tätig. 1991 war sie für einen einmonatigen Katastropheneinsatz im Iran, dafür wurde sie mit der Goldenen Medaille des Landes Burgenland ausgezeichnet. Seit 2002 betreibt sie ein Seniorenheim in Rudersdorf.
2022 wurde ihr der Berufstitel Kommerzialrätin verliehen.

## Politik
Petra Wagner ist FPÖ-Ortsparteiobfrau und Mitglied des Gemeinderates in Rudersdorf, im Bezirk Jennersdorf war sie FPÖ-Bezirksparteiobfrau. Außerdem gehörte sie dem Landesparteivorstand der FPÖ Burgenland an, ab November 2016 fungierte sie auch als Landesgeschäftsführerin der FPÖ Burgenland, in dieser Funktion folgte ihr im Juli 2017 Christian Ries nach.
Bei der Nationalratswahl 2017 kandidierte sie auf der FPÖ-Bundesliste auf dem 18. Listenplatz, am 9. November 2017 wurde sie als Abgeordnete zum österreichischen Nationalrat angelobt, wo sie als FPÖ-Bereichssprecherin für Petitionen und Bürgerinitiativen fungierte. In der XXVI. Gesetzgebungsperiode gehörte sie dem Ausschuss für Arbeit und Soziales, dem Ausschuss für Menschenrechte, dem Ausschuss für Petitionen und Bürgerinitiativen und dem Gleichbehandlungsausschuss an und fungierte als Obfraustellvertreterin des Gesundheitsausschusses.
Im Juli 2019 wurde sie vom Landesvorstand der Freiheitlichen Wirtschaft (FW) zur burgenländischen Spitzenkandidatin für die im März 2020 stattfindenden österreichweiten Wirtschaftskammerwahlen bestellt. Nach der Nationalratswahl 2019 schied sie aus dem Nationalrat sowie dem Vorstand der freiheitlichen Bezirkspartei Jennersdorf aus. Im Juli 2020 wurde sie als Nachfolgerin von Franz Haider zur Landesobfrau der Freiheitlichen Wirtschaft im Burgenland gewählt.

## Auszeichnungen
- Goldene Medaille des Landes Burgenland[1]